# Onthophagus signatus
Onthophagus signatus es una especie de insecto del género Onthophagus, familia Scarabaeidae, orden Coleoptera.

Fue descrita científicamente por Fahraeus en 1857.